# Task Force 76
Expeditionary Strike Group SEVEN/Task Force 76 (Amphibious Force US SEVENTH Fleet) est une force opérationnelle de la marine américaine. Elle fait partie de la septième flotte des États-Unis et du seul groupe de frappe expéditionnaire déployé en permanence vers l'avant de la marine. Sa garnison est basée à l'installation navale de White Beach, à l'extrémité de la péninsule de Katsuren, à Uruma, à Okinawa, au Japon.
La CTF 76 mène des opérations dans toute la zone d'opérations de la septième flotte américaine, qui comprend l'océan Pacifique occidental et l'océan Indien.